# Arquèmac d'Eubea
Arquemac (en llatí Archemachus, en grec antic Ἀρχέμαχος "Arkhémakhos") fou un autor de l'antiga Grècia, conegut per una obra historiogràfica (que no s'ha conservat) sobre el seu país natal, l'illa d'Eubea; segons Estrabó, Ateneu de Nàucratis i Climent d'Alexandria tenia tres volums pel cap baix. D'altra banda, es podria correspondre amb l'autor d'una obra de gramàtica intitulada Αἱ Μετωνυμίαι (Metonímies), segons un escoli a Apol·loni de Rodes.